# Yezoceryx isshikii
Yezoceryx isshikii là một loài tò vò trong họ Ichneumonidae.